# Корнлеј (Небраска)
Корнлеј (енгл. Cornlea) град је у америчкој савезној држави Небраска.

## Демографија
По попису из 2010. године број становника је 36, што је 5 (-12,2%) становника мање него 2000. године.
| Група             | 2000.      | 2010.      |
| Белци             | 40 (97,6%) | 33 (91,7%) |
| Афроамериканци    | 0 (0,0%)   | 3 (8,3%)   |
| Азијати           | 0 (0,0%)   | 0 (0,0%)   |
| Хиспаноамериканци | 1 (2,4%)   | 0 (0,0%)   |
| Укупно            | 41         | 36         |